# 선장

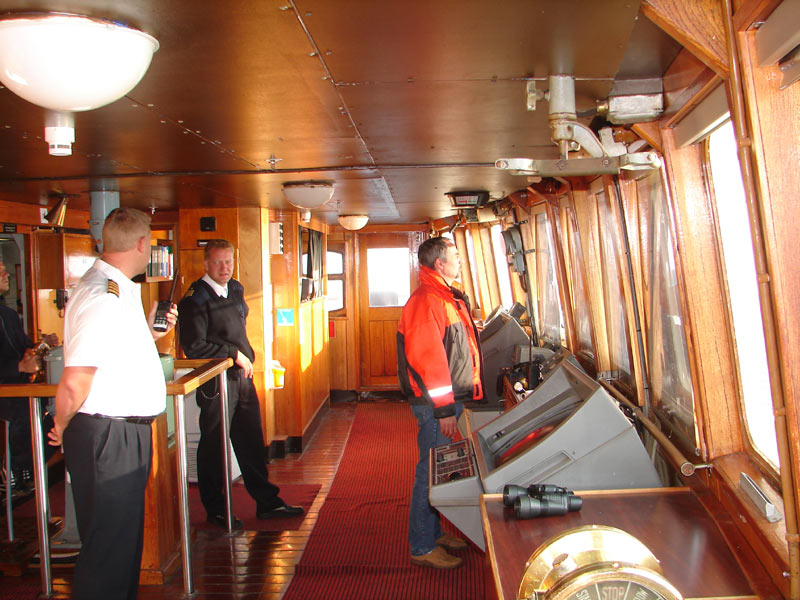
크리스티나 레기나 호 조타실의 선장과 도선사

선장(船長) 또는 캡틴(영어: captain)은 선박의 최고 지휘권자를 말한다. 군함의 최고 책임자를 함장(艦長)이라고 하며, 민간 선박의 선장과 구별하고 있다.
선장은 화물 작업, 항해, 승무원 관리의 안전하고 효율적인 운영과, 해당 선박의 회사와 기국(선박이 등록된 나라)의 정책과 사실상 마찬가지로 지방 법규 및 국제법 준수를 보장할 책임이 있다. 항해사와 선원들, 선상의 다른 직원들, 승객, 도선사 등을 포함한 승선한 모든 인원들은 선장의 지휘 하에 있으며, 선장은 이들에 대하여 궁극적인 책임을 진다.
배의 선장은 국제 해사 기구(IMO, International Maritime Organization)의 명령에 따라, 배의 모든 인원을 지휘 관리하며, 일반적으로 배의 회계, 급여, 재고를 책임진다. 선장은 입국과 세관 규정, 배의 면허와 문서 유지, 배의 안전 계획을 준수할 책임이 있다. 선장은 사고나 사건, 부상, 승무원과 승객 중 환자가 발생했을 때에 이에 대응하고 보고할 책임이 있다.

## 책무
선장은 선박이 지방 법규와 국제법, 회사의 정책을 지키도록 보장한다. 관련 법에 따라 선장은 선박의 안전 운항, 청결과 내항성, 모든 화물의 안전한 취급, 모든 인원의 관리, 선박 내의 현금과 상점 재고, 선박의 면허와 문서의 유지 등의 운용면에 대하여 궁극적인 책임이 있다.

### 판례
- 침몰하고 있는 선박에서 승객이나 다른 승무원들이 스스로 생명에 대한 위협에 대처할 수 없는 급박한 상황이 발생한 경우 선장 甲에게는 적극적인 구호활동을 통해 보호능력이 없는 승객이나 다른 승무원의 사망 결과를 방지하여야 할 작위의무가 있다.[8]

## 대한민국의 해상법
협의의 선장이란 특정한 선박에 승무하여 다른 선원의 장으로서 일선의 지휘·감독을 행하고 한편 선박소유자의 대리인으로서 법정권한을 가진 자를 말한다. 선박소유자 피용인(被傭人)이면서 광범위한 법정대리권을 갖게 한 것은 지배인의 경우와 성질이 같으나 선장의 대리권은 선박을 떠나 있는 것이 아니고 대리권의 범위가 항해본위로 정하여지고 선박권력(船舶權力)이 부여되어 있는 점에서 지배인의 대리권과 다르기 때문이다. 또한 광의의 선장은 이러한 지위에 있는 선장 이외의 선박소유자나 선박공유자가 동시에 선장의 지위(同時船長)에 있는 경우도 포함한다(船員法上의 船長).
선장은 공법상의 직무와 권한으로서 선박권력을 갖는다. 그 내용에는 선원을 지휘·감독하고 선내에 있는 다른 자에 대하여 자기 직무를 수행하기 위해 명령할 수 있는 지휘명령권(선원 6조), 선내의 규율과 질서를 유지하는 데 필요한 징계권(선원 22조, 23조)과 선내에서 사람의 생명·신체 또는 선박에 미치는 위험방지를 위한 조치권(선원 11조, 112조)이 있다. 그리고 선내에서의 출생·사망에 따른 호적사무의 취급(호 54조)과 사망자를 수장할 수 있는(선원 17조) 권한을 갖는다.
선장은 선박소유자가 정당한 사유없이 선장을 해임했을 때 이로 인하여 생긴 손해의 배상을 청구할 수 있으며, 선장이 선박공유자(船舶共有者)인 경우에 그 의사에 반하여 해임된 때에는 다른 공유자에 대하여 상당한 가액으로 그 지분을 매수할 것을 청구할 수 있다. 이 경우 지체없이 다른 공유자 또는 선박관리인에 대하여 그 통지를 발송하여야 한다(768조).
선장은 항해에 관한 중요한 사항을 지체없이 선박소유자에게 보고하여야 하고 매항해를 종료한 때에는 그 항해에 관한 계산서를 지체없이 선박소유자에게 제출하여 승인을 얻어야 하며, 선박소유자의 청구가 있을 때에는 언제든지 항해에 관한 사항과 계산의 보고를 하여야 한다(779조).

## 참고 자료
- Aragon, James R.; Messer, Tuuli Anna (2001). 《Master's handbook on ship's business》. Cambridge, Md: Cornell Maritime Press. ISBN 0-87033-531-6.